# João Gomes de Abreu, alcaide de Torres Vedras
João Gomes de Abreu (1320 - ?) foi um Cavaleiro medieval do Reino de Portugal que viveu no tempo do rei D. Pedro I de Portugal e do rei D. Fernando I de Portugal de quem veio a receber em 1369 a alcaidaria mor do Castelo de Torres Vedras e em 1373 e de Tomar. Recebeu também o préstimo de que o seu sogro tinha na Coroa de Portugal por carta régia passada no Sabugueiro em 19 de Janeiro de 1417.

## Relações familiares
Foi filho de Gomes Gonçalves de Abreu (1300 - ?) e de Maria Soares Tangil. Casou com N Vicente filha de Estevão Vicente, de quem teve:
1. Gonçalo Anes de Abreu (1340 - ?), alcaide-mor de Alter do Chão.